# Metropolis Street Racer
Metropolis Street Racer (MSR) ist ein Videospiel aus dem Genre der Rennspiele, welches von Bizzare Creations entwickelt wurde und im Jahr 2000 für Segas Spielekonsole Dreamcast erschien.

## Spielprinzip
Die Rennen finden in jeweils drei Stadtteilen von London, Tokyo und San Francisco in lizenzierten Fahrzeugen statt.
Während zu Beginn nur drei Fahrzeuge zur Auswahl stehen, wird der Spieler nach Beendigung von jedem der 25 Kapitel mit einem neuen Fahrzeug belohnt.
Zu Beginn des Spiels ist nur ein Kapitel verfügbar. Jedes weitere wird durch eine bestimmte Menge von erspielten „Ehrenpunkten“, sogenannten „Kudos“, eröffnet. Diese werden vergeben, wenn man bspw. eine vor dem Rennen abgeschlossene Wette gewinnt (z. B. mindestens den 3. Platz belegt), saubere Runden fährt oder stilvoll durch die Kurven driftet. Umgekehrt verliert der Spieler Kudos, wenn er Gegner rammt oder an Hindernissen anstößt.

## Soundtrack
Der von Richard Jacques komponierte Soundtrack wird über ein simuliertes Radioprogramm präsentiert, welches durch Werbung und Kommentare von Moderatoren zwischen den Musikstücken sehr authentisch wirkt. Unterstützt wird dies durch Empfangsstörungen und Rauschen bei Tunnelfahrten. Jede Stadt bietet drei unterschiedliche Radiosender.

## Rezeption
MSR zeichnet sich durch eine für damalige Verhältnisse sehr gute Grafik und eine hohe Langzeitmotivation aus. Darüber hinaus nutzt das Spiel (sofern vorher korrekt eingestellt) die interne System-Uhr der Konsole, d. h. die Tageszeit der jeweiligen Stadt, in der man fährt, ist die tatsächliche Tageszeit (Bsp.: Mittags in Deutschland = Nachts in Tokyo).

## Fortsetzungen
Im Jahr 2002 wurde das Spiel unter dem Namen Project Gotham Racing (PGR) für den US-amerikanischen Publisher Microsoft und dessen Konsole Xbox fortgesetzt. Es folgten Project Gotham Racing 2, ebenfalls auf Xbox, und am 2. Dezember 2005 Project Gotham Racing 3 und später Project Gotham Racing 4 auf Microsofts Xbox 360.